# Publius Cornelius Scipio Africanus Minor
Pour les articles homonymes, voir Cornelius Scipio et Africanus.
Publius Cornelius Scipio P.f. P.n. Africanus (v. 211/205 av. J.-C. - 170 av. J.-C.) est le fils aîné de Scipion l'Africain et le père adoptif de son cousin germain Scipion Émilien.
Il occupe les postes de flamen dialis et d'augure.

## Épitaphe

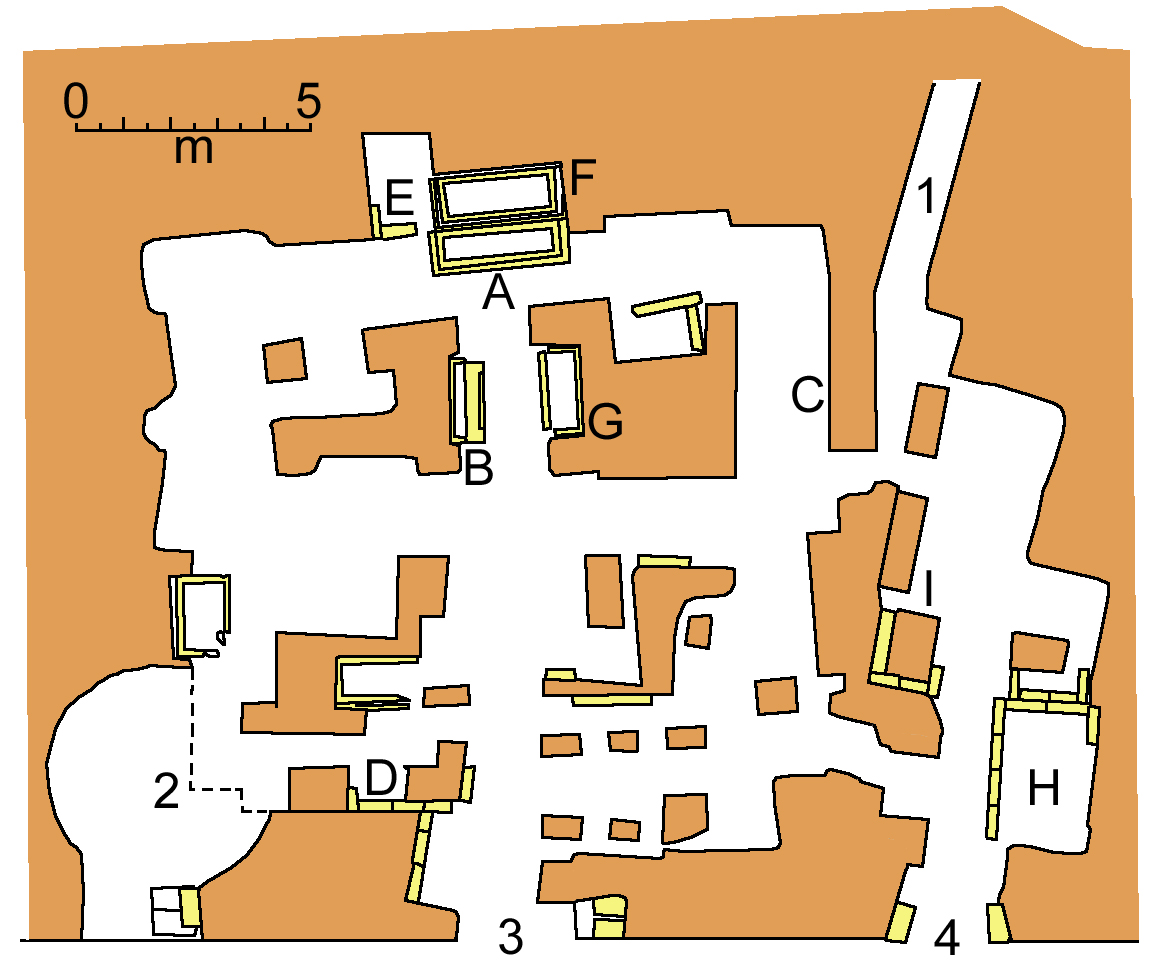
Plan du tombeau des Scipions. La tombe de Scipion le second Africain est notée par la lettre C

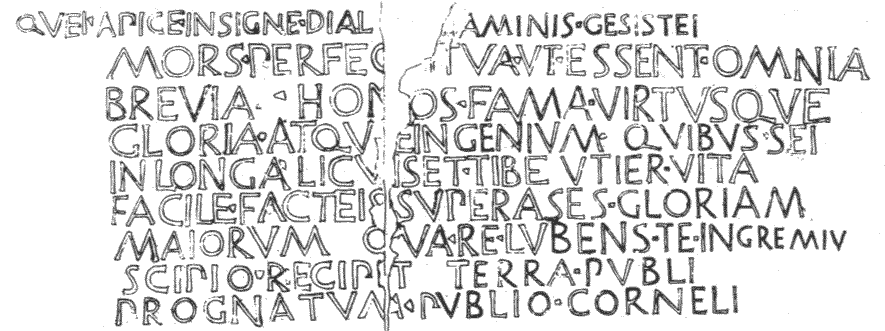
Une reproduction de l'inscription.

Le tombeau familial des Scipions a été retrouvé en 1780, près de l'ancienne porte Capène à côté de la via Appia. Sur le tombeau de Lucius Scipion se trouve l'inscription suivante, rédigée en latin archaïque et conservée au Musée Pio-Clementino du Vatican :
QVEI·APICEINSIGNE·DIAL[ ]AMINIS·GESISTEI
MORS·PERFE[ ]TVA·VT·ESSENT·OMNIA
BREVIA·HONOS·FAMA·VIRTVS·QVE
GLORIA·ATQVE·INGENIVM·QVIBVSSEI
IN·LONGA·LICV[ ]SET·TIBEVTIER·VITA
FACILE·FACTEI[ ]SVPERASES·GLORIAM
MAIORVM·QVA·RE·LVBENS·TE·INGREMIV
SCIPIO·RECIP[ ]T·TERRA·PVBLI
PROGNATVM·PVBLIO·CORNELI
En voici la transcription en alphabet moderne : 
quei apice insigne Dial[is fl]aminis gesistei |
Mors perfe[cit] tua ut essent omnia | breuia
honos fama uirtusque | gloria atque ingenium
quibus sei | in longa licu[i]set tibe utier uita |
facile facteis superases gloriam | maiorum.
qua re lubens te in gremiu | Scipio recip[i]t
terra Publi | prognatum Publio Corneli.
et la transcription en latin classique :
...qui apicem insigne
Dialis flaminis gessisti, mors perfecit,
Tua ut essent omnia brevia, honos, fama,
Virtusque gloria atque ingenium quibus si
In longa licuisset tibi utier vita,
Facile superasses gloriam maiorum
Quare lubens te in gremium Scipio recepit
Terra Publi prognatum Publio Corneli